# Julian Plenti is… Skyscraper
Julian Plenti is… Skyscraper — сольный музыкальный альбом Пола Бэнкса, певца и гитариста американской пост-панк группы Interpol, выступающего под творческим псевдонимом Джу́лиан Пле́нти.
Альбом был выпущен лейблом Matador Records 4 августа 2009 года. Идея и желание записать сольник возникли у Пола Бэнкса задолго до этого и оставались не воплощёнными около десяти лет — часть песен была написана ещё до образования группы Interpol в 1997 году. Пол, по большей части, в одиночку работал над материалом для своего проекта, и основы песен он писал у себя дома на компьютере с помощью программы Logic Pro. Чтобы выпустить сольник в надлежащем качестве, Бэнкс заручился помощью друзей и знакомых музыкантов; его запись прошла студийную обработку и получила аранжировки в виде настоящих музыкальных инструментов.
Проект Julian Plenti is… Skyscraper является, по большей части, результатом экспериментов Пола Бэнкса с музыкой, в которых он был ограничен, будучи участником группы Interpol. Музыкальные критики отметили среди них множество удачных идей и дали ряд положительных отзывов о сольном альбоме, отметив, что он может понравиться как поклонникам Interpol, так и сторонним слушателям.

## История проекта

### Идеи
Хотя альбом Julian Plenti is… Skyscraper вышел в 2009 году, изрядной части его материала было больше десяти лет: Пол Бэнкс приступил к своему собственному творчеству ещё до образования группы Interpol. Первые песни он начал писать в 1996 году, несмотря на то, что воплощение их ограничивалось только малыми выступлениями в разных местах Нью-Йорка. В 2001 году, в разгар деятельности Interpol, Бэнкс прекратил давать эти выступления, но сочинять свои песни не перестал. В результате, некоторые треки сольника оказались более свежим материалом. «Но все они словно часть моей истории и находились во мне, вроде идей, таких как мелодии, и были придуманы уже очень давно», — объяснял Пол, «Я должен был найти способ высвободить их, и сделать это вне группы».
Не то, чтобы Бэнкс держался отстранённо от группы Interpol и старался как можно больше отличаться от его творчества, когда занимался собственным. Но ему было нужно, чтобы слушатели видели в Julian Plenti не альбом развившегося из группы музыканта, а творческий дебют отдельной личности, не имеющий никакого отношения к Interpol. Пол предполагал даже то, что поклонникам Interpol, скорее всего, не понравится его сольный проект. Однако именно с Julian Plenti Бэнкс получил полную свободу творчества, которую не мог реализовать в группе, поскольку здесь ему не нужно было согласовываться с мнением других, подвергая свой материал какому-либо изменению (хотя он и не исключает, что проект потребовал больших усилий, как интеллектуальных, так и творческих).

### Лоу-фай записи Бэнкса
Определённую работу над своим сольным проектом Пол Бэнкс начал в 2006 году, когда он приобрёл себе Logic Pro — компьютерное обеспечение для профессионального редактирования звуков в комплекте с MIDI-секвенсором. При помощи Logic Pro Бэнкс смог экспериментировать с музыкой больше, чем в какой-либо другой среде; в его распоряжении было множество имитируемых инструментов, включая оркестровые партии. Изначально Пол не относился к этому делу всерьёз. Профессиональными навыками работы в Logic Pro он не владел, а учиться этому по стандартному руководству пользователя у него просто не было желания. Он осваивал редактор спонтанно, микшируя звучание самых разных инструментов, и впоследствии даже стал выступать диджеем на организовываемых им вечеринках. Таким образом, Бэнкс нашёл способ реализовать тот личный материал, который хранился у него десять лет. В первую очередь он возродил на компьютере ранние акустические произведения — «Girl on the Sporting News», «On the Esplanade», «Fly as You Might», «Fun that We Have», что придало ему ещё больше энтузиазма. Пол видел свой будущий сольник как «небольшой проект для наушников» — альбом, записанный дома в стиле лоу-фай музыки и выпущенный, прежде всего, чтобы слушать его через плееры и автомагнитолы. На это его вдохновило своеобразное звучание подобных инди-рок проектов The Folk Implosion и Sentridoh, основанных певцом-мультиинструменталистом Лу Барлоу. «Есть что-то такое в этих записях, нечто прекрасное, создавшее атмосферу, которая очаровала меня».

### Студийная обработка, запись и выпуск альбома
Тем не менее, Бэнкс понимал, что материал сольного альбома, целиком созданный через Logic Pro в домашних условиях, будет сыроват для выпуска его в свет, а ему хотелось также и «живых» инструментов, чтобы звучание Julian Plenti было как можно больше похоже на исполнение настоящей рок-группы. Поэтому, в конце 2008 года, когда группа Interpol после концертного тура их третьего альбома сделала перерыв в своей деятельности, Пол вместе со своими записями отправился в Бруклин к своему другу по колледжу Чарльзу Бёрсту — бывшему барабанщику группы The Occasion, который являлся совладельцем и звукорежиссёром тамошней студии звукозаписи Seaside Lounge. Подключившись к созданию сольника, Бёртс обработал бо́льшую часть записанного Бэнксом материала и внёс собственные ударные партии в песни «Only if You Run», «Skyscraper» и «Girl on the Sporting News». Пол, тем временем, пригласил ещё нескольких друзей для участия в проекте, среди которых были Майк Страуд из группы Ratatat (как дополнительный гитарист в треке «Skyscraper»), Стрикер Мэнли из Stiff Jesus (ударные в «Fun that We Have» и «No Chance Survival») и ещё один музыкант из Interpol — барабанщик Сэм Фогарино (ударные в «Games for Days»). Ещё несколько музыкантов принесли дополнительные аранжировки в виде струнных и духовых инструментов. «Я выбрал действительно великих музыкантов, и, думаю, это заняло достаточно времени, чтобы узнать, что дело всё ещё живёт, и таким образом выявились вещи, которые точно не понадобятся при перезаписи».
Последние этапы записи проекта прошли ещё на двух студиях — Electric Lady в Манхэттене, где происходило сведение материала с вокалом, и Tarquin Studios в Коннектикуте, где провели завершающее сведение (эти же студии работали с несколькими альбомами группы Interpol). Сольный альбом Julian Plenti is… Skyscraper был готов, и Полу Бэнксу оставалось заключить контракт с лейблом, который будет распространять его. Бэнкс не хотел, чтобы его сольный альбом был издан каким-либо лейблом, ориентированным на широкую публику: он опасался, что Julian Plenti is… Skyscraper могли чересчур броско разрекламировать или даже как-нибудь стилизовать ради большей прибыли от продаж. Ему нужно было издательство, под которым его диск дойдёт до народа не сразу, а постепенно. «Я хотел, чтобы у альбома было такое же стремление, как и у того, что я писал на своём компьютере все эти годы». В итоге сольник Julian Plenti is… Skyscraper был выпущен 4 августа 2009 года независимым лейблом Matador Records, работавшим над большинством релизов группы Interpol.

## Об альбоме

### Название
Выпуская сольный проект, Пол Бэнкс решил не использовать в качестве названия исполнителя своё обычное имя, потому что хотел подчеркнуть самостоятельность альбома и то, что эта работа никак не связана с его творчеством в группе Interpol. «Когда дело доходит до создания музыки, тут есть конкретный элемент: я сам. Джулиан Пленти, Пол Бэнкс, Хуанито — мне это без разницы. Но выступить как Джу́лиан Пле́нти (англ. Julian Plenti) я решил, чтобы избегать слов о том, что это альбом певца из Interpol. Ему нужна была собственная значимость». Джулиан является средним именем Пола Бэнкса, полный же псевдоним Джулиан Пленти возвращает к годам учёбы Пола в колледже. В то время он увлекался вымыслом разных музыкальных альтер эго, связанных с его творчеством: так, Джулианом Пленти Пол Бэнкс называет своё альтер эго, относящееся к неофолк-року. Но что касается названия самого сольного альбома — Julian Plenti is… Skyscraper (с англ. «Джулиан Пленти… Небоскрёб»), — то в этом случае Пол Бэнкс не даёт однозначного ответа. По его словам, он мог бы объяснить значение такого названия, но не хочет раскрывать слишком много. Бэнкс отзывается о нём как о метафоре, и если Джулиан Пленти — его альтер эго, то Skyscraper в каком-то смысле альтер эго для Джулиана Пленти и чем-то связано с хип-хопом (среди любимой музыки Бэнкса присутствуют исполнители и этого жанра). «Это нечто такое, что, проникнись в него слишком детально, лишится частички своего загадочного обаяния. В альбоме есть трек под названием „Skyscraper“, и если вы вслушаетесь в него и ваши глаза утратят резкость, ответ должен последовать очевидный».

### Звучание и тематика песен
Желая придать сольному альбому самостоятельность и независимость, Пол Бэнкс даже просил журналистов не упоминать о группе Interpol во время интервью с ним. Пол не считает проект Julian Plenti is… Skyscraper какой-либо относящейся к Interpol работой, поскольку сам он не думает, что как-либо олицетворяет звучание группы. «Когда я делаю какой-то сольник, вы получаете 25 процентов от звучания группы, увеличенных до 100». Иную обособленность сольного альбома от группы Interpol подчеркнули музыкальные обзоры, по мнению которых Julian Plenti вышел неожиданно оптимистичным по сравнению с той мрачной музыкой, в которой заключается основной стиль Interpol. Пол Бэнкс и сам был удивлён этому. «Я бы сказал, что это — нечто вроде шаблона эмоционального спектра, в котором я живу, но, думаю, он также относится к каждому из нас. Глубоко сидящие в каждом те же разновидности тревоги и страхов, те же чувства одиночества и сменяющие их моменты радости. Да, я бы сказал, именно они и составляют запись, и я думаю, раз там закреплена радость, там во многом хватает и меланхолии, и тревоги, и внутреннего противоречия» (Пол Бэнкс о тематике своего сольного альбома).
Сайт AllMusic пишет, что некоторые песни в Julian Plenti is… Skyscraper всё же легко бы в очередной альбом Interpol — «Fun That We Have» с угловатыми риффами, являющимися неотъемлемой частью группы, или романтически интригующая «Games for Days», однако изреженность и сырость этих песен делает их обособленными. Главным отличие сольника AllMusic назвал баритон Пола Бэнкса, который приобрёл в его сольном альбоме более мягкие и богатые интонации. У нескольких песен весь текст представляет собой повторение одной или нескольких фраз, как, например, в треках «Skyscraper» и «Madrid Song». Используется звучание различных инструментов: электропиано в «Madrid Song» и «H», саксофон в «Unwind» и «H». Также в сольнике присутствует активная игра на смычковых инструментах — виолончеле, скрипке и альте. На фоне трека «H» использовано пение буддистских монахов на языке пали.

### Обложка
Австралийское веб-издание The Advertiser в интервью с Полом Бэнксом заметило, что «эмоциональная темнота и меланхолия» сольника контрастирует с его обложкой, на которой Бэнкс изображён как будто бы взволнованным в ожидании гостей на свою вечеринку. Пол согласился с этим, добавив то, что сам думает насчёт своего фото на обложке: «А где цыпочки?». В развёртке обложки от компакт-диска Julian Plenti is… Skyscraper Пол Бэнкс выражает отдельную благодарность тем, кто помогал ему в выпуске сольного альбома. Среди них — лейбл Matador Records, студии звукозаписи и их звукорежиссёры, друзья и близкие Пола, музыканты группы Interpol Сэм Фогарино, Дэниэл Кесслер (здесь — Heinrich Kissel) и Карлос Дэнглер (здесь — Shamu), ныне бывшая девушка Пола модель Хелена Кристенсен и вокалист группы U2 Боно.
Thanks to the Beatrice Inn, Lee Foster and Electric Lady Studios, Superstar Studios, CPH, and Mew. Special Thanks to my Family and Friends, to Matador and to The Champions: Josh Kaufman, Adam Delamor, Anthony Arauz, Chris Lombardi, Nathan Holland, Sebastian Ischer, Matt Sweeney, Mike Stroud, Dave Scher, Sam Fogarino, Heinrich Kissel, Shamu, Sweet Al Banks, Harley Zinker, Matt Abramcyk, A. Aviva, Craig Robinson, Helena Christensen, Bono, Rich Costey, Ian Davis.— оригинальный текст развёртки.

## Отзывы и критика
| Совокупная оценка | Совокупная оценка |
| Источник          | Оценка            |
| ----------------- | ----------------- |
| Metacritic        | 63/100            |
| Оценки критиков   |                   |
| Источник          | Оценка            |
| AllMusic          | [ 14 ]            |
| Drowned in Sound  | [ 18 ]            |
| The Guardian      | [ 19 ]            |
| musicOMH          | [ 20 ]            |
| No Ripcord        | [ 21 ]            |
| Pitchfork         | [ 22 ]            |
| PopMatters        | [ 23 ]            |
| Prefix Magazine   | [ 24 ]            |
| Q                 | [ 25 ]            |
| Sputnikmusic      | [ 26 ]            |
| Strangeglue       | [ 27 ]            |

Несмотря на то, что Julian Plenti is… Skyscraper после своего выхода не удалось заработать самых высоких оценок от музыкальных критиков, большинство из них оставило о сольном проекте Пола Бэнкса положительные отзывы. Ряд профессиональных рецензий поддержал идею Пола Бэнкса попытаться отойти от звучания группы Interpol и по-разному экспериментировать со своей музыкой, раскрывая индивидуальные способности к ней. «Julian Plenti is… Skyscraper, конечно, не грандиозный потерявшийся проект Interpol», — пишет издание DOA, «но более чем убедительная демонстрация того, на что Бэнкс способен. И за это мы можем быть ему благодарны».
По мнению сайта AllMusic, больше всего в сольном альбоме Полу Бэнксу удалось отличиться от Interpol своим голосом (учитывая то, что слушатели зачастую олицетворяют Interpol голосом Бэнкса): как пишет автор рецензии, вокал Пола за прошедшие годы стал более богатым и менее напряжённым в исполнении. Хотя музыкальные обзоры и замечают, что полностью отойти от звучания Interpol у Бэнкса не получилось — например, песни «Fun that We Have» и «Games for Days» вполне могли бы сойти за творчество группы — та часть Julian Plenti is… Skyscraper, которая больше всего похожа на Interpol, была признана «на шаг впереди» композиций из третьего альбома группы, Our Love to Admire, который в своё время получил довольно прохладные оценки критиков. «В то время как Interpol остаётся далёк от понятия простой группы, ещё менее относящийся к тому Julian Plenti is… Skyscraper идёт по сценическому маршруту, и это оправдывается глубоким, утончённым набором песен, которые сильны сами по себе. Возможно, это не принципиально новый метод, но всё равно приятно услышать Бэнкса и в другом исполнении — даже если для этого ему потребовалось другое имя» (AllMusic).
В то же время, в тех же музыкальных экспериментах Бэнкса критиками была заключена и отрицательная сторона его проекта. Здесь имеется в виду то, что среди разнообразных звучаний песен присутствуют как удавшиеся результаты этих экспериментов, так и композиции с изъянами, и в результате Julian Plenti is… Skyscraper получился бессвязным альбомом, не сочетающимся с мрачным амплуа Бэнкса, заработанного с участием в Interpol. По словам журнала PopMatters, «большую часть своего времени альбом пытается отыскать популярную инди-фишку и прицепиться к ней». Веб-издание Prefix Magazine в своей рецензии на сольник Бэнкса написал следующее: «Если музыка Interpol похожа на чудо скандинавской инженерии, детали которого взаимодействуют друг с другом и регулируются для максимальной эффективности при минимум занимаемого пространства, Julian Plenti — это домашняя антикварная лавка, с комнатой для обрывков речи, беспорядочного гитарного перебора, клавишной пальбы, грубых электронных биликов и нескольких струн. В жилищных условиях эти раритеты могут обойтись Plenti не по средствам, и он периодически снимает с себя вид эксцентричного соседа, рассеянно зовя вас к себе в дом, чтобы показать вам свою коллекцию антикварных пишущих машинок».
Песня «Only if You Run» из альбома Julian Plenti is… Skyscraper звучит в титрах фильма «Двенадцать» (2010), а также в эпизоде «Sabotage» (2010) сериала «Звёздные врата: Вселенная». Трек «Skyscraper» включён в американский триллер «Я устал от тебя».

## Список композиций
| №   | Название                           | Длительность |
| --- | ---------------------------------- | ------------ |
| 1.  | «Only if You Run» (образецо файле) | 3:49         |
| 2.  | «Fun that We Have»                 | 3:41         |
| 3.  | «Skyscraper»                       | 3:20         |
| 4.  | «Games for Days» (образецо файле)  | 3:57         |
| 5.  | «Madrid Song»                      | 2:08         |
| 6.  | «No Chance Survival»               | 4:04         |
| 7.  | «Unwind»                           | 3:18         |
| 8.  | «Girl on the Sporting News»        | 2:53         |
| 9.  | «On the Esplanade»                 | 3:41         |
| 10. | «Fly as You Might»                 | 3:57         |
| 11. | «H»                                | 2:39         |

## Участники записи
| Исполнители - Пол Бэнкс — арт-директор; вокал, гитара, пианино, ударные, автор песен; - Дмитрий Ищенко — бас-гитара (треки 1, 4, 8); - Йоэд Нир — виолончель (треки 3, 5, 8, 9, 10, 11); - Дмитрий Ищенко — контрабас (треки 3, 6, 11); - Чарльз Бёрст (треки 1, 3, 8), Сэм Фогарино (трек 4), Стрикер Мэнли (треки 2, 6) — ударные; - Майк Страуд — гитара (трек 3); - Гленн Уайт — саксофон, альтовый и теноровый (треки 7, 11); - Алекс Вайс — саксофон, баритоновый (трек 7); - Джессика Пэйвон — скрипка и альт (треки 1, 3, 5, 8, 10, 11). | Производство - Дизайн — Марк О; - Звукозапись — Чарльз Бёрст, Митч Рэкин; - Дополнительная звукозапись — Грег Джиорджио, Питер Кэтис; - Перевозка оборудования — Дмитрий Ищенко; - Продюсер — Пол Бэнкс; - Доп. продюсирование, доп. музыка и микширование — Питер Кэтис; - Вокальное сведение — Ной Голдстейн; - Фотографии — Мэттью Салакуз; - «Logic-гуру» — Джереми Киркленд, Треворт Луикарт. |

## Концертный тур
В программе концертного тура Julian Plenti Пол Бэнкс исполнил несколько песен, которые не вошли в его сольный альбом: «Horse with No Name» (песня группы America), «Into the White» (песня группы Pixies), «Let it Snow», «Goodbye Toronto», «Mythsizer», «Running Man» (муз. тема из фильма «Бегущий человек»).
Записывая Julian Plenti is… Skyscraper, Пол Бэнкс никак не планировал проведение посвящённого сольнику концертного тура. Контракт с Matador Records, однако, требовал этого, да и сам Бэнкс к тому моменту уже понимал, что открытие тура необходимо, если он готовил этот сольный альбом не только для себя. Тем не менее, проведение тура стало для него сложной задачей. Особых предпочтений в размере аудитории и численности людей на выступлении у него не было: Бэнкс наоборот считал, что потребность в росте толпы на концертах больше полезна какой-либо группе (той же Interpol), а «дух» его сольного проекта — это всегда небольшие выступления. Перед Бэнксом стоял вопрос в том, как можно музыку, которая изначально планировалась как «небольшой проект для наушников», передать в достаточно зрелищном образе на концерте. В итоге он просто постарался свести все признаки лоу-фай на нет.
Бэнкс начал свой концертный тур выступлением в нью-йоркском Музее Соломона Гуггенхайма 25 сентября 2009 года — это было его первое сольное выступление за восемь лет выступление: последнюю игру Пол давал ещё в 2001 году. Первая часть тура прошла в США в ноябре; с 14 по 27 число Пол Бэнкс давал выступления в разных местах Сан-Диего, Сиэтла, Портленда (Орегон), Сан-Франциско, Лос-Анджелеса, Чикаго, Бостона, Нью-Йорка и Филадельфии, во время которых организовывал подпись дисков Julian Plenti is… Skyscraper для своих поклонников. Вторая часть концертного тура прошла в конце 2009 года в Европе. В период с 1 по 13 декабря Пол Бэнкс посетил Ирландию, Великобританию, Бельгию, Голландию, Германию, Австрию, Италию и закончил презентацию Julian Plenti is… Skyscraper во Франции.

## Музыкальный клип «Games for Days»

Эмили Хайнс и Пол Бэнкс в клипе «Games for Days».

6 августа 2009 года был выпущен музыкальный видеоклип на песню «Games for Days», режиссёром которого стал Хавьер Агилера (англ. Javier Aguilera). Главные роли в клипе исполнили сам Пол Бэнкс и вокалистка инди-рок группы Metric Эмили Хайнс.
По сюжету этого клипа, молодой человек в белом, которого играет Пол Бэнкс, возвращается в свой номер в отеле; подождав, пока он пройдёт, консьерж быстро связывается с кем-то по телефону. Человек заходит в номер и обнаруживает там полный разгром, а также надпись «this’s how we learn» на стене (строчка из самой песни, с англ. «как мы и учили»), а на изорванной постели — фотографии молодой блондинки в наручниках, прицепленных к батарее. В памяти человека возникают обрывки каких-то воспоминаний о том, что же произошло в комнате. События, показываемые в клипе, переносятся на некоторое время раньше. Парень с той же внешностью заходит в его пустой номер вместе с девушкой (Эмили Хейнс) — оба одеты в чёрное, подчёркнуто скрыто, на девушке тёмный парик. Парень наводит беспорядок и тормошит постель, а девушка оставляет надпись на стене, после чего снимает парик, оказываясь той самой блондинкой с фото. Эта пара делает несколько снимков, разыгрывая сцену с наручниками, после чего парень принимает звонок от консьержа, возвещающий о прибытии его двойника. Оба покидают номер через окно, а пришедший человек в белом так и остаётся в полном смятении гадать о произошедших до этого момента событиях.
Съёмки клипа проходили в отеле «Уэйверли» (англ. Waverly), расположенном в даунтауне Торонто (Канада). Сравнительно много времени съёмочной команде потребовалось на поиски исполнительницы женской роли. Большинство из претенденток — в основном, модели — отказывались от участия, потому что считали обращение со своей героиней в клипе чересчур вызывающим (хотя изначально Пол Бэнкс планировал, чтобы девушка просто исполнила страстный танец). Но и Бэнкс, в свою очередь, ставил для себя цель найти актрису, в которой будет определённая «пища для разума». Его выбор пал на Эмили Хайнс, с которой он познакомился ещё за несколько лет до этого и остался поражён её выраженной индивидуальностью.

## Развитие проекта
Концертный тур Julian Plenti is… Skyscraper и посвящённое сольному альбому время в 2009 году выдались у Пола Бэнкса короткими, поскольку ему нужно было вновь собраться вместе с остальными участниками группы Interpol и заняться работой над её четвёртым альбомом, а после уйти в проводимые в честь него концерты. Бэнкс, однако, не расставался с собственным проектом и обещал в будущем выход нового сольника: хотя у Бэнкса оставались некоторые песни, которые он не хотел реализовывать, были и те, над которыми он всё ещё работал. Новый сольный релиз Пола Бэнкса под альтер эго Джулиана Пленти вышел 26 июня 2012 года — мини-альбом Julian Plenti Lives… с пятью песнями.
При выпуске альбома Julian Plenti is… Skyscraper, в интервью с Бэнксом журналисты интересовались также о других альтер эго Пола, намекая на возможное их воплощение в какие-нибудь другие проекты, однако тот заявил, что они станут известны только когда это случится. После мини-альбома Julian Plenti Lives… в 2012 году Пол Бэнкс выпустил новый полноценный сольный альбом — Banks, на котором он выступил уже под собственным именем, а не под очередным псевдонимом.